# Culicoides trivittatus
Culicoides trivittatus är en tvåvingeart som beskrevs av Vimmer 1932. Culicoides trivittatus ingår i släktet Culicoides och familjen svidknott. Inga underarter finns listade i Catalogue of Life.